# Napier Nomad

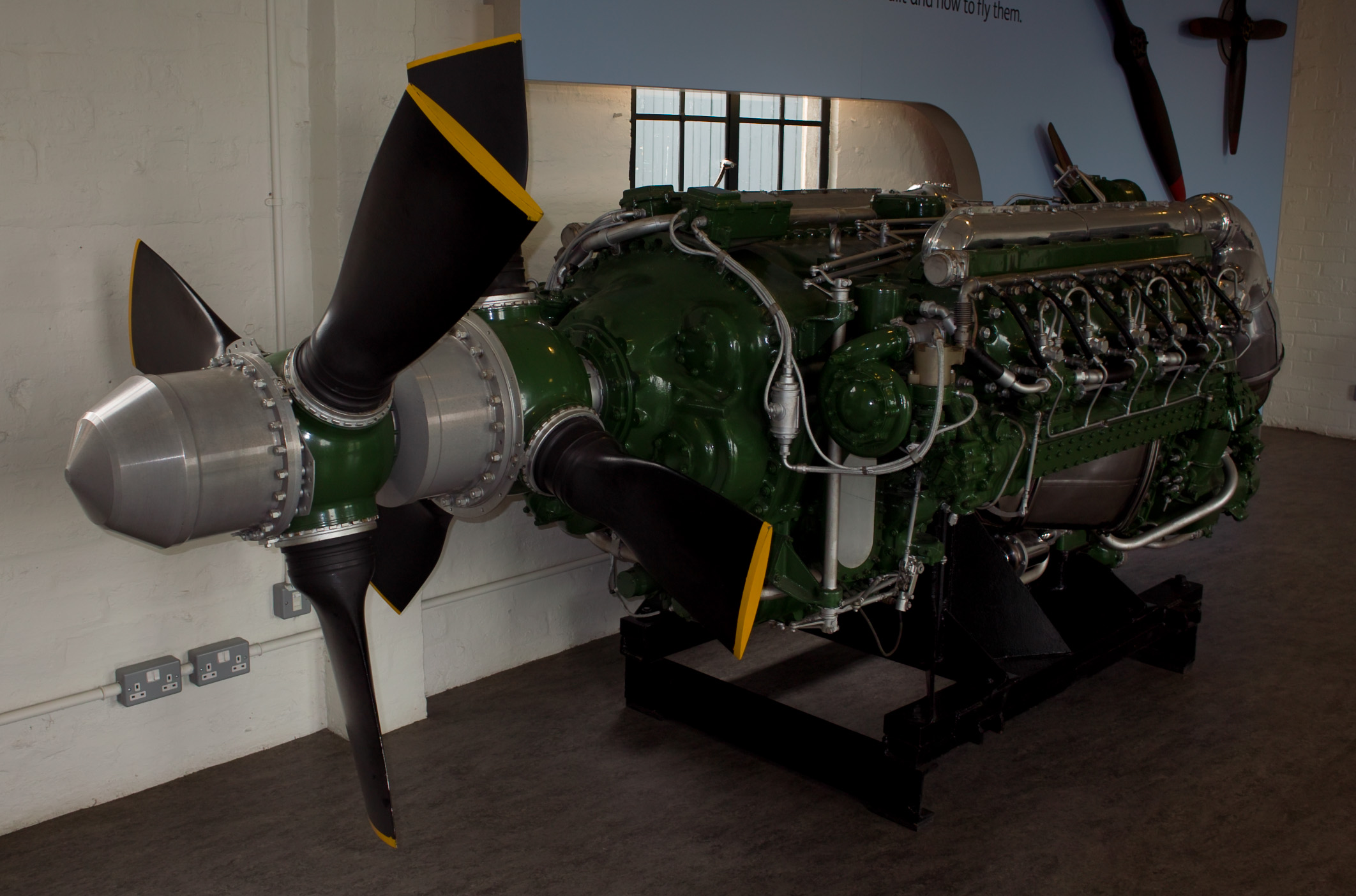
Motor Napier Nomad I. Les dues hèlices estan retallades.

El Napier Nomad fou un motor dièsel   britànic projectat i construït per la firma D. Napier & Son l'any 1949. Es tractava d'un motor de pistons combinat amb una turbina accionada pels gasos d'escapament. Hi va haver dues versions: el Nomad I – que emprava dues hèlices – i el Nomad II, una variant de motor turbo-combinat (turbo-compound en anglès) que proporcionava la potència a una hèlice única. Aquesta darrera versió, malgrat un consum específic molt baix (rècord en la seva època), no va tenir sortida comercial i el projecte fou cancel·lat l'any 1955. Les inversions en el projecte pujaren a 5,1 milions de lliures esterlines.

## Motor de pistons

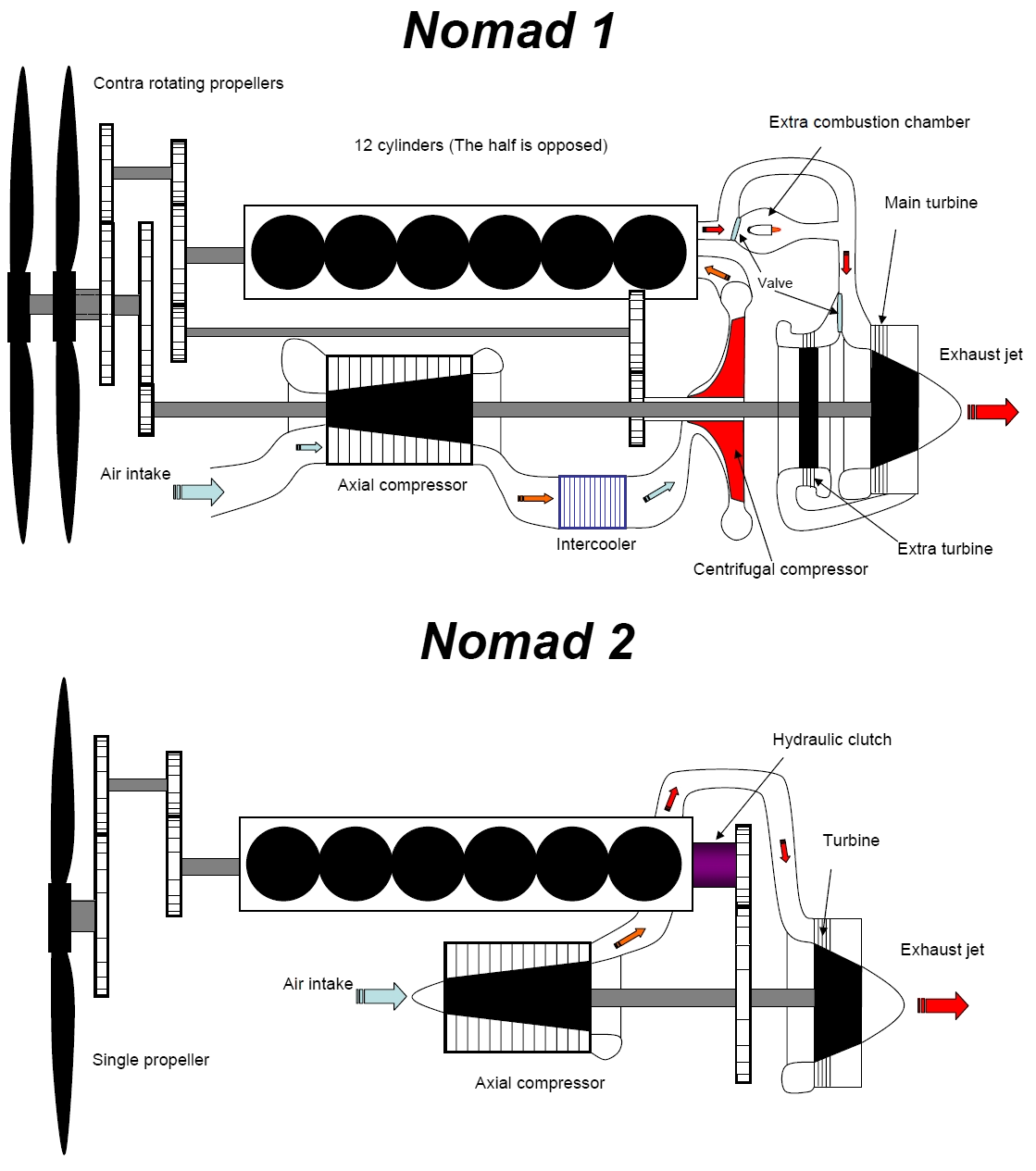
Esquema dels elements dels motors Nomad 1 i Nomad 2.

La base dels motors Napier Nomad era un motor de 12 cilindres (i 12 pistons) disposats horitzontalment i oposats en dues fileres de 6 cilindres, amb un cigonyal únic. Resumint: un motor de 12 cilindres en V a 180 graus. El cicle era de 2 temps dièsel, sense vàlvules.

## Nomad 1

### Admissió
L'aire d'admissió de la versió Nomad 1 era comprimit en un compressor axial de 12 etapes, passava per un bescanviador refrigerador (intercooler en anglès) i era novament comprimit mitjançant un compressor radial. D'allí anava al col·lector d'admissió i als espiralls d'admissió.

### Escapament
Els gasos d'escapament accionaven una  turbina (motriu) axial de 3 etapes. L'arbre de sortida de la turbina, passant per una caixa reductora d'engranatges, actuava sobre una hèlice contrarotatòria (respecte de l'altra hèlice).
- Per a envolar l'avió, estava prevista una post-combustió que augmentava la potència del motor. Això s'aconseguia amb una cambra de combustió  separada que rebia part dels gasos d'escapament i una certa quantitat d'aire comprimit. Una part de combustible suplementària, en ser injectada a la cambra i cremar, augmentava la potència de la turbina.

### Transmissió
La potència era transmesa a dues hèlices contra-rotatòries (vegeu figura adjunta).
- El cigonyal accionava l'hèlice posterior amb un reductor adequat.
- L'arbre de la turbina i compressor accionava l'hèlice davantera, amb una reducció adequada. Aquest mateix arbre estava connectat al cigonyal.

## Nomad 2

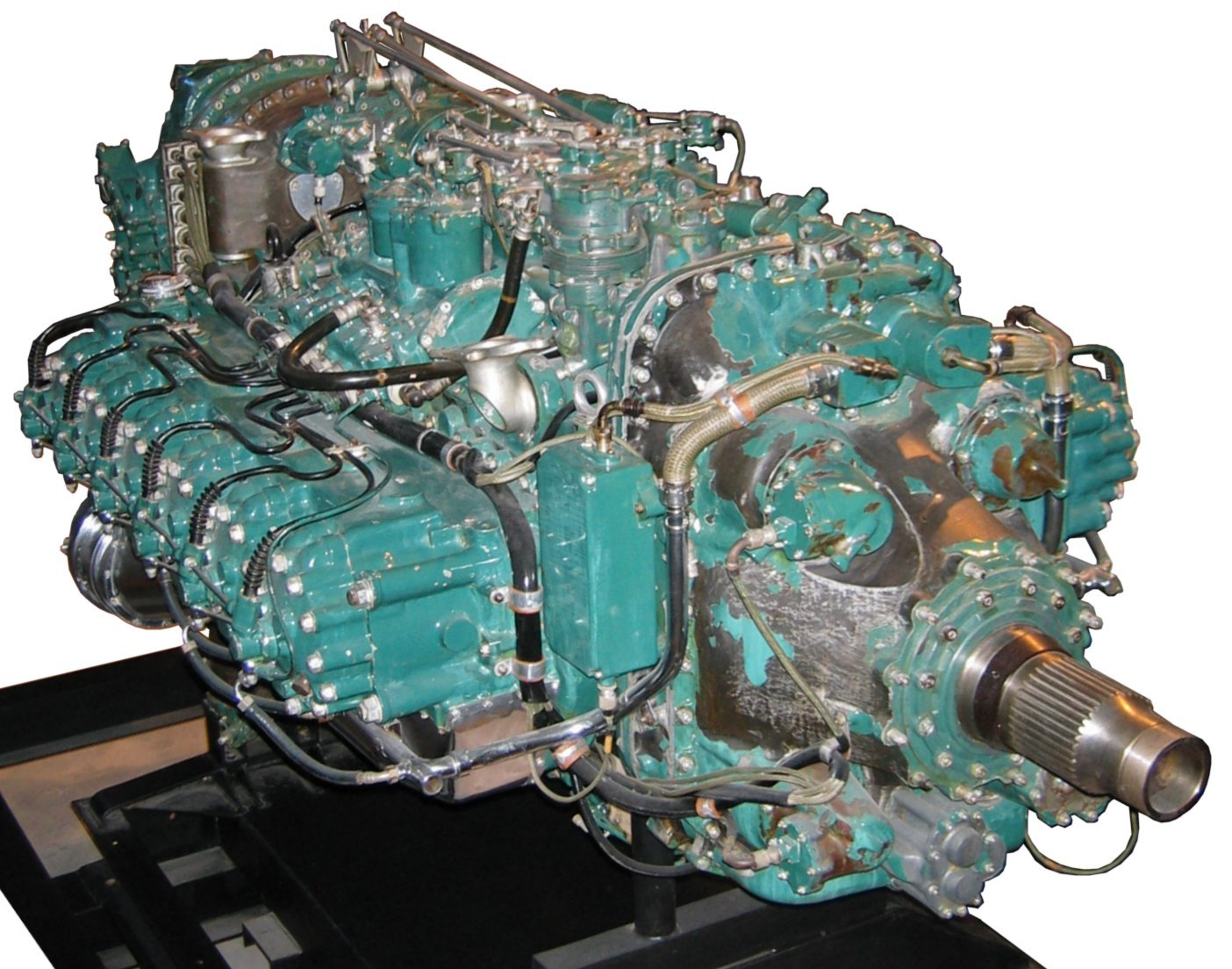
Motor Napier Nomad 2. Vista frontal esbiaixada.

### Admissió
Els col·lectors d'admissió estaven connectats a la sortida del compressor axial de 12 etapes.

### Escapament
Els gasos d'escapament alimentaven una turbina axial de tres etapes que accionava el compressor d'aire d'entrada. L'excés de potència es connectava al cigonyal passant per un variador Beier.

### Transmissió
Una hèlice única de 4 pales estava accionada pel cigonyal, amb un reductor d'engranatges. D'altra banda, l'arbre de la turbina i compressor estava connectat al cigonyal amb l'esmentat variador Beier
(de discs de fricció en bany d'oli), no representat en la figura adjunta.

### Característiques i dimensions del Nomad 2
- Tipus de motor: Dièsel de 2 temps, 12 cilindres, V180 graus, combinat amb una turbina de tres etapes connectada al compressor i el cigonyal.
- Diàmetre: 6.00 polzades (152 mm)
- Cursa: 7.375 polzades (187,3 mm)
- Cilindrada: 2,502 polzades cúbiques (41,1 litres)
- Llargària: 119 polzades (3.000 mm)
- Amplària: 56.25 polzades (1.429 mm)
- Alçària: 40 polzades (1.000 mm)
- Pes en sec: 3,580 lliures (1.620 kg)